# Roman Sławeta
Roman Sławeta – doktor habilitowany nauk weterynaryjnych, profesor nadzwyczajny Wyższej Szkoły Ekologii i Zarządzania w Warszawie, urzędnik państwowy, specjalista w zakresie mikrobiologii.

## Życiorys
W 1989 na podstawie dorobku naukowego oraz rozprawy pt. Biologiczne właściwości nasienia buhaja w zależności od endogennego i egzogennego zredukowanego glutationu uzyskał na Wydziale Weterynaryjnym Akademii Rolniczo-Technicznej im. Michała Oczapowskiego w Olsztynie stopień doktora habilitowanego nauk weterynaryjnych w specjalności rozród zwierząt.
Był profesorem nadzwyczajnym Wyższej Szkoły Ekologii i Zarządzania w Warszawie.
Został zatrudniony w Departamencie Strategii Ministerstwa Nauki i Szkolnictwa Wyższego. Objął stanowisko sekretarza Zespołu do spraw Etyki w Nauce Ministerstwa Nauki i Szkolnictwa Wyższego. Był członkiem Zespołu do spraw Dobrych Praktyk Akademickich w tym ministerstwie. Został radcą ministra w Departamencie Nauki Ministerstwa Nauki i Szkolnictwa Wyższego.
W 2011 został powołany przez ministra nauki i szkolnictwa wyższego w skład Zespołu do Spraw Molekularnych Badań Genetycznych i Biobankowania. W 2016 został przewodniczącym Zespołu do spraw uregulowania wykonywania testów genetycznych i biobankowania.